# 攻殻機動隊 STAND ALONE COMPLEX (ゲーム)
『攻殻機動隊 STAND ALONE COMPLEX』（こうかくきどうたい スタンド アローン コンプレックス）は、ソニー・コンピュータエンタテインメントから2004年3月4日に発売されたPlayStation 2のゲームソフト。ジャンルはアクション・シューティング・アドベンチャー。アニメ『攻殻機動隊 STAND ALONE COMPLEX』シリーズをゲーム化。

## ストーリー
2030年。素子は軍の要請を受け、ニイハマ埠頭N3地区で行われていた、自衛軍の廃棄武器密売現場にいる容疑者を確保するために埠頭に潜入。容疑者確保に成功するが、その容疑者は何者かによって電脳死させられてしまう。一方、バトーの捜査で、容疑者が生前にマイクロマシン（MM）米の配送を運び屋に依頼していたことが判る。そして、事件の背後に陸上自衛軍が戦時中に建設した特殊研究施設“東北自治区”の関与が浮かび上がり、自治区への潜入捜査を開始することになるが…。

## 登場人物

### 公安9課
ステージごとに素子・バトーそれぞれの担当が決まっており、交互にそれらのステージを攻略してストーリーを進めていく。他の公安9課のメンバーは会話でのみ登場。
草薙素子
三角蹴りや鉄骨に掴まっての空中移動など、身軽な義体ならではの超人的アクションが可能。また、敵指揮官のゴースト錠を入手した場合、ゴーストハックによって一部の敵を操ることも可能。反面、ロケットランチャーなどの重火器は装備できない。
彼女の担当ステージは高層ビルや排気孔など高低差のあるステージが多く、義体アクションを的確に使いこなしてクリアしていくスタイルとなっている。
バトー
見た目どおりのパワーのある義体を持ち、ロケットランチャーや携帯ミサイルランチャーなどの重火器を装備できる。また、素子と同様に、敵指揮官のゴースト錠を入手した場合、ゴーストハックによって一部の敵を操ることも可能。ただし三角蹴りなどのアクションは行えない。
ガードロボットやアームスーツなど頑丈な敵が出るステージが多く、豊富な火器を駆使してそれらの敵を排除するスタイルのステージが多い。
タチコマ
特定ステージのみ操作可能。歩行・タイヤによる走行・ジャンプのアクションができ、マニピュレーターに装備された機関砲・ミサイルを組み合わせて戦う。

### 東北自治区に関連する人物
田上トシミ
声 - 佐々木優子
2024年に東北自治区の区長として着任した女性自衛官。中年女性の義体と少女型の義体の2つを使い分けるなど、行動に謎の多い女性。
梧桐エイチ
声 - 清川元夢
MM工学に多大なる影響を及ぼした研究者。後にイギリスの大学の客員教授に任命され、そのイギリスへ赴く際の飛行機の事故で死去したことになっている。
矢沢ケイ
農林水産省所属の科学者だったが、大戦中に疎開を理由に東北自治区に身柄を移される。MM米の研究をする一方、彼が掲げる理想に共感する者も多く「東北自治区のカリスマ」として慕われていた。
不破タケル
ニイハマ大学助教授。応用昆虫学から派生した関節工学を専門とする研究者。2025年に大学構内で刺殺されたことになっている。
振付師
根室上陸工作戦で暗躍した特殊部隊“第7特殊技巧戦術部隊”の指揮官。多種多様な義体を乗り換え、プロファイリングなどから敵の戦術を読み取って先手を打つ独特の戦術から、「まるで、手の上で踊らされているみたいだ」と評されたことから“振付師”と呼ばれるようになる。根室上陸工作戦で殉職したと言われている。

## 武器・アイテム

### メイン武器
セブロC26A以外の武器は、基本的に倒した敵から奪い取るか、ステージに落ちているものを拾うことで補充できる。
セブロC26A
素子・バトー共にステージ開始時から所持している公安9課標準装備のサブマシンガン。敵の持つ軍用サブマシンガンと弾丸が共通の為、弾薬の補給が容易にできる。
軍用サブマシンガン
敵兵士が最も多く所持している武器。使い勝手はセブロと変わらないが、命中精度の点で、ややセブロに劣る。
軍用アサルトライフル
威力・弾速に優れる武装だが、所持している敵が少ないため弾薬の補給が難しい。連射速度もトップクラスの為、わずかな斉射ですぐに弾が無くなっていく。
ショットガン
弾数が少なく射程も短いが、命中させると相手がよろめく。相手が立ち直る前に次弾を叩き込むことが可能なため、使い方次第では無類の強さを発揮する。ただしそれはこちらも同じ条件の為、これを所持した敵への接敵は注意を要する。
アンチマテリアルライフル
対サイボーグ用精密狙撃ライフルの通称。敵が所持している場合、レーザーポインターがプレイヤーキャラに照射される。そのままの状態でいると狙撃されて即死するため、物陰に隠れながら対処する必要がある。プレイヤーが装備している場合、2段階のズーム切り替えを使用した狙撃を行うことが出来る。
グレネードランチャー
弾速は遅めだが広い範囲で爆発を起こす榴弾を発射する。威力は高いが、至近距離の敵や壁に打ち込むと誘爆でダメージを受ける。また、弾丸が放物線を描いて飛ぶために空中の敵に対しては当て難い。重火器ではあるが、素子も使用可能。
ロケットランチャー
強力なロケット弾を発射する。目標に向かって直進するので空中の敵にも有効だが、グレネードランチャーより高火力であるため、誘爆に巻き込まれると致命的なダメージを受ける場合もある。装備できるキャラクターが限定されており、装備中の格闘攻撃は隙が出来やすいモーション（体当たり）に変化するので注意が必要。
ミサイルポッド
目標をロックオンし、AI搭載の自立型ミサイルを発射する。複数の目標を同時にロックでき、トリガーを引くとそれらの敵に一斉にミサイルを打ち出す。これも非常に威力が高いため、誘爆すると致命的なダメージを受けるので扱いには細心の注意が必要。こちらも装備できるキャラクターに限りがあり、格闘攻撃に隙が出来やすくなる。2連装と6連装のものがあるが、6連装のものは全ステージ中1回しか拾うことが出来ず、注意深く進まなければ見逃してしまう位置に落ちている。
ナパームランチャー
ある条件を満たすと使用が可能になる装備。基本的な扱い方はグレネードランチャーと同じだが、威力・弾速が桁違いに高いため、誘爆に巻き込まれると致命的なダメージを受ける場合もある。
プラズマキャノン
ある条件を満たすと使用が可能になる装備。基本的な扱い方はロケットランチャーと同じだが、威力が桁違いに高いため、誘爆に巻き込まれると致命的なダメージを受ける場合もある。大型の重火器で照準が難しく、操作にはある程度の慣れが必要になる。また、装備できるキャラクターが限定される。

### サブ武器
サブ武器もスローイングナイフ以外の2つはステージ上で補充が可能。なお、サブ武器を選択している時は格闘攻撃は行えない。
ハンドグレネード
使用すると数秒後に爆発する。いわゆる手榴弾。5個まで所持可能。
スパークグレネード
使用すると数秒後にスパークを放ち、電脳や義体にダメージを与える。5個まで所持可能。
スローイングナイフ
使用すると一直線に飛んでいくナイフ。弾速も遅く当たり判定も小さいが、敵に当たればほぼ一撃で倒すことが出来る。ステージ開始時に5本所持しており、ステージ終了まで補充は一切出来ない。素子専用の装備。
緊急モード（仮称）
体力が一定以下まで減少しているときのみ使用可能。敵の動きが一定時間スローモーションとなり、銃撃の回避や敵の背後を取るといった行動が容易に出来るようになる。取扱説明書及びゲーム中ではこのモードについて一切の言及がないため、この項では仮称に留める。

### その他アイテム
ステージ中で拾うことでのみ装備・使用可能なアイテム。
レストレーションキット
体力が回復する。拾った時点で効果が発生し、予備を持ち歩くことは出来ない。
熱光学迷彩
一定時間透明化し、敵から気付かれなくなる。これを用いなければ進行が困難となる箇所も存在する。無敵状態となるわけではないので、銃撃や爆発のダメージは通常通り受ける。
スタンユニット
格闘攻撃の際に強力な電撃を浴びせ、威力を飛躍的に高める。使用回数に限りがあり、装備中は格闘攻撃のモーションが変化する。バトー担当のステージでは出現しない。
ボディアーマー
装備中に受けたダメージを、プレイヤーキャラの体力から肩代わりしてくれる。装備中は体力ゲージの上にもう一本のゲージが表示され、そのゲージが0になるまで効果が持続する。なお、爆発のダメージは肩代わりできない。
弾薬箱
ステージの特定の場所に置かれており、「セブロ（サブマシンガン）の弾」「ショットガンの弾」など、武器に応じた弾薬が入っている。対応する武器を装備して接触すると、満タンになるまで弾が装填される。持ち歩くことは出来ない。
扇子
各ステージに隠されている、白地に赤い文字で「日本一」と書かれているジェイムスン社長の扇子。この扇子を狙撃すると派手な音とともに桜吹雪を散らす。

## 音楽
アニメ版を担当した菅野よう子ではなく、本作では『リッジレーサーシリーズ』『ドラッグオンドラグーン』等で知られる佐野信義が全編オリジナルで作曲している。ドラムンベースを主体としながら作中に登場するオリジナル民謡も手掛けており、アニメ版とはまた違った攻殻の電脳世界を演出している。